# Pendragon
Pendragon, significando cabeça do dragão, foi um título utilizado entre os reis bretões, semelhante ao título Bretwalda entre os saxões.
Drag era a palavra irlandesa para fogo. Os celtas usavam a palavra dragon no sentido de chefe, e pen-dragon era o equivalente romano a summus rex, uma espécie de ditador em tempos de perigo.
Dos cavaleiros que matavam um chefe inimigo em batalha, dizia-se que haviam matado um dragão, e o título militar se confundiu com o monstro mitológico. Quando Artur sucedeu a seu pai, Uther, recebeu o título de Pendragon.